# A Guide to Epileptic Seizures
A Guide to Epileptic Seizures er en dansk dokumentarfilm fra 1990 instrueret af H. Høgenhaven.